# Otpjevni psalam
Otpjevni psalam je pjesma u crkvenoj glazbi. Na liturgiji ovaj psalam omogućuje zajednici prikladno odgovoriti na riječ Božju koju je u biblijskom čitanju slušala. Odgovor koji otpjevom izgovori zajednica je nadahnuta riječ, zato što svaki dostojan odgovor na Božji poziv nadahnjuje njegov Duh koji prebiva u vjernicima. Sadržan u crkvenim pjesmaricama.:8